# Mamie Eisenhower
Mamie Geneva Doud Eisenhower (Boone (Iowa), 14 november 1896 — Washington D.C., 1 november 1979) was de vrouw van de Amerikaanse generaal en president Dwight D. Eisenhower en first lady van de Verenigde Staten tussen 1953 en 1961.

## Jonge leven
Mamie Doud werd in Iowa geboren, maar op 7-jarige leeftijd verhuisde de familie naar Colorado. Haar vader was John Sheldon Doud (1870-1951) en haar moeder Elivera Carlsson (1878-1960); haar vader ging op z'n 36ste al met pensioen na een fortuin verdiend te hebben in de vleesindustrie. Na gewoond te hebben in Pueblo en Colorado Springs vestigde het gezin zich in Denver. Mamie had drie zusters en groeide op in een groot huis met bedienden.

## Huwelijk en familie

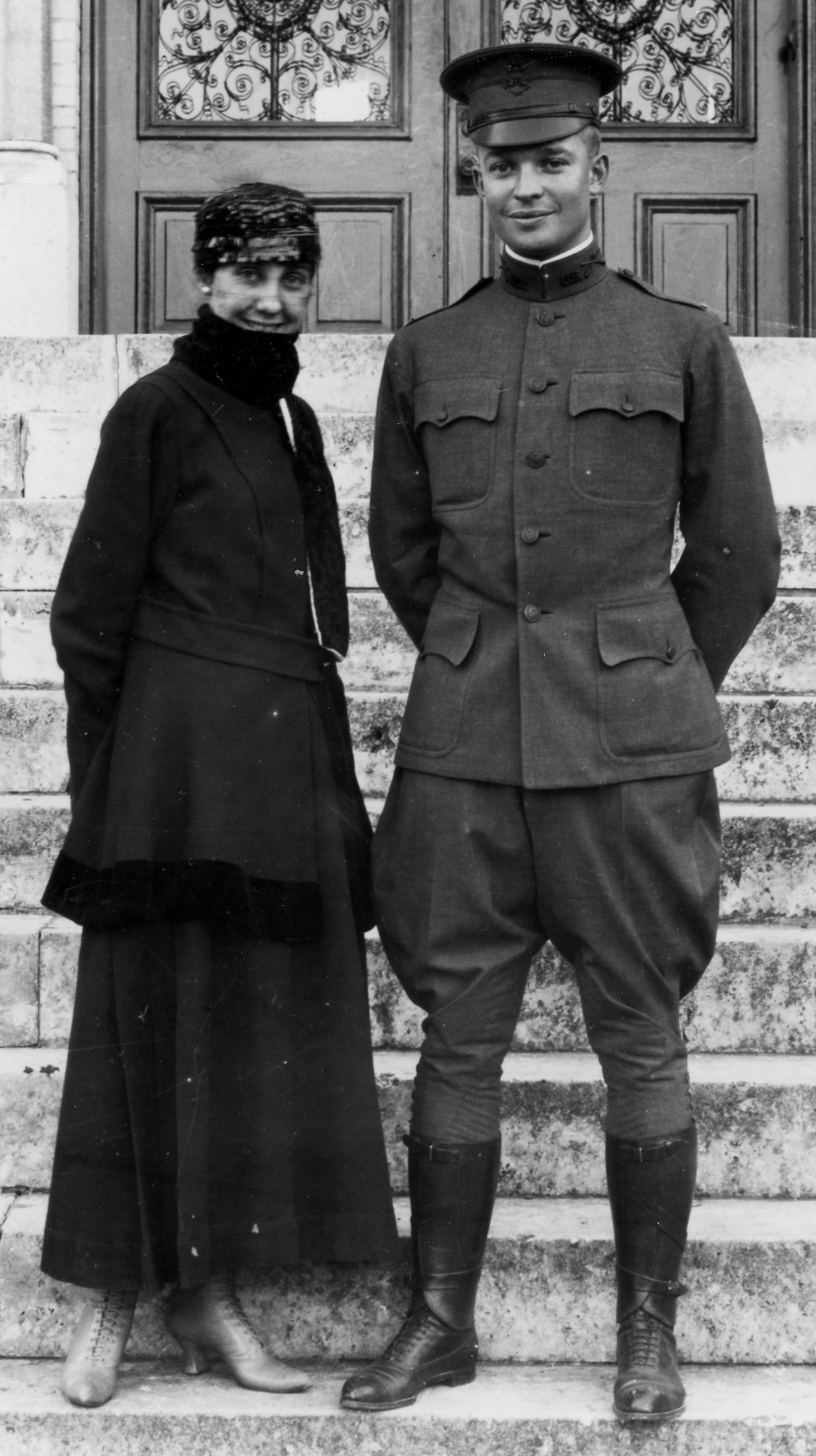
Mamie Eisenhower met haar man, Dwight, bij het St. Louis College, San Antonio, Texas, in 1916

Tijdens de winter ging de familie vaak naar familieleden in het mildere klimaat van San Antonio. Daar ontmoette Mamie Dwight Eisenhower, een luitenant in het leger. Op Valentijn 1916 gaf hij haar een verlovingsring en ze trouwden op 1 juli van dat jaar in Denver.
Vele jaren lang zag het leven van Mamie Eisenhower eruit zoals dat van andere militairsvrouwen: verschillende posten in de Verenigde Staten, Panamakanaalzone, Frankrijk en de Filipijnen. Ze zei ooit dat ze in 37 jaar tijd 27 keer verhuisd zijn. Elke verhuizing betekende een stapje omhoog op de carrièreladder van haar man, waardoor ook zij meer verantwoordelijkheden kreeg.
Hun eerste zoon, Doud Dwight Eisenhower, roepnaam Icky, werd in 1917 geboren en overleed in 1921 aan roodvonk. Hun tweede kind, John Sheldon Doud Eisenhower, werd in 1922 geboren en hij bouwde net zoals zijn vader een carrière op in het leger en werd later auteur en was twee jaar lang de Amerikaanse ambassadeur in België. Naar diens zoon David noemde Dwight Eisenhower het presidentieel buitenverblijf Camp David.
Tijdens de Tweede Wereldoorlog speelde Eisenhower een belangrijke rol in het leger die hem roem bracht. Mamie woonde intussen in Washington D.C.. In 1948 kochten ze een boerderij in Gettysburg, Pennsylvania; het was het eerste huis waar ze eigenaar van waren. Beroepsmatige verplichtingen aan de NAVO waardoor ze een tijdje nabij Parijs woonden, zorgden ervoor dat hun droomhuis pas in 1955 volledig af was.

## First lady

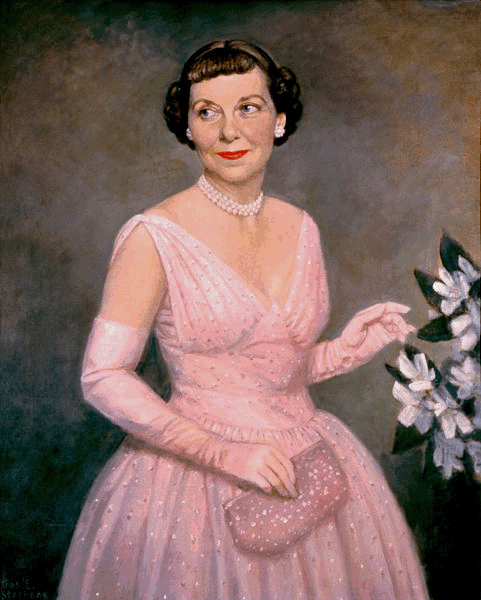
Mamie Eisenhower in haar jurk die ze bij de inauguratie van haar man droeg, geschilderd in 1953 door Thomas Stevens

Bij hun intrede in hun laatste tijdelijke woning, het Witte Huis, hield het koppel een picknick voor het personeel. De Eisenhowers ontvingen een niet eerder gezien aantal staatshoofden en regeringsleiders in hun ambtstermijn. Haar extraverte omgang, liefde voor mooie kleren en juwelen en de duidelijke trots voor haar man en woning maakten haar een zeer populaire first lady.
Haar recept voor zachte toffees Million dollar fudge recipe werd over het hele land toegepast door huisvrouwen, nadat het recept verscheen.
Door haar connectie met de stad Denver is er een park in het zuidoosten van die stad met haar naam.

## Latere leven
In 1961 keerde het koppel terug naar Gettysburg en leefde daar nog acht jaar samen. Op 28 maart 1969 overleed Eisenhower op 79-jarig leeftijd. Mamie bleef op de boerderij wonen en stierf tien jaar later op 82-jarige leeftijd. Ze is naast haar man en zoon Icky begraven nabij de Eisenhower Library in Abilene (Kansas), die in 1962 geopend werd.
Martha Washington ·
Abigail Adams ·
Martha Jefferson Randolph ·
Dolley Madison ·
Elizabeth Kortright Monroe ·
Louisa Adams ·
Emily Donelson ·
Sarah Yorke Jackson ·
Angelica Van Buren ·
Anna Harrison ·
Letitia Tyler ·
Priscilla Tyler ·
Julia Tyler ·
Sarah Polk ·
Margaret Taylor ·
Abigail Fillmore ·
Jane Pierce ·
Harriet Lane ·
Mary Lincoln ·
Eliza Johnson ·
Julia Grant ·
Lucy Hayes ·
Lucretia Garfield ·
Mary McElroy ·
Rose Cleveland ·
Frances Cleveland ·
Caroline Harrison ·
Mary Harrison McKee ·
Ida McKinley ·
Edith Roosevelt ·
Helen Taft ·
Ellen Wilson ·
Edith Wilson ·
Florence Harding ·
Grace Coolidge ·
Lou Hoover ·
Eleanor Roosevelt ·
Bess Truman ·
Mamie Eisenhower ·
Jacqueline Kennedy ·
Lady Bird Johnson ·
Pat Nixon ·
Betty Ford ·
Rosalynn Carter ·
Nancy Reagan ·
Barbara Bush ·
Hillary Clinton ·
Laura Bush ·
Michelle Obama ·
Melania Trump ·
Jill Biden ·
Melania Trump
- Bibliothèque nationale de France: cb156101173 (data)
- Gemeinsame Normdatei: 119518732
- International Standard Name Identifier: 0000 0000 6318 3618
- Library of Congress Control Number: n81041677
- National Archives and Records Administration: 10677870
- Nederlandse Thesaurus van Auteursnamen: 265807131
- SNAC: w6zx29dp
- Trove: 1080317
- Virtual International Authority File: 37728416
- WorldCat: E39PBJrC9Vj96QrYChbmMBGrbd